# Goigs

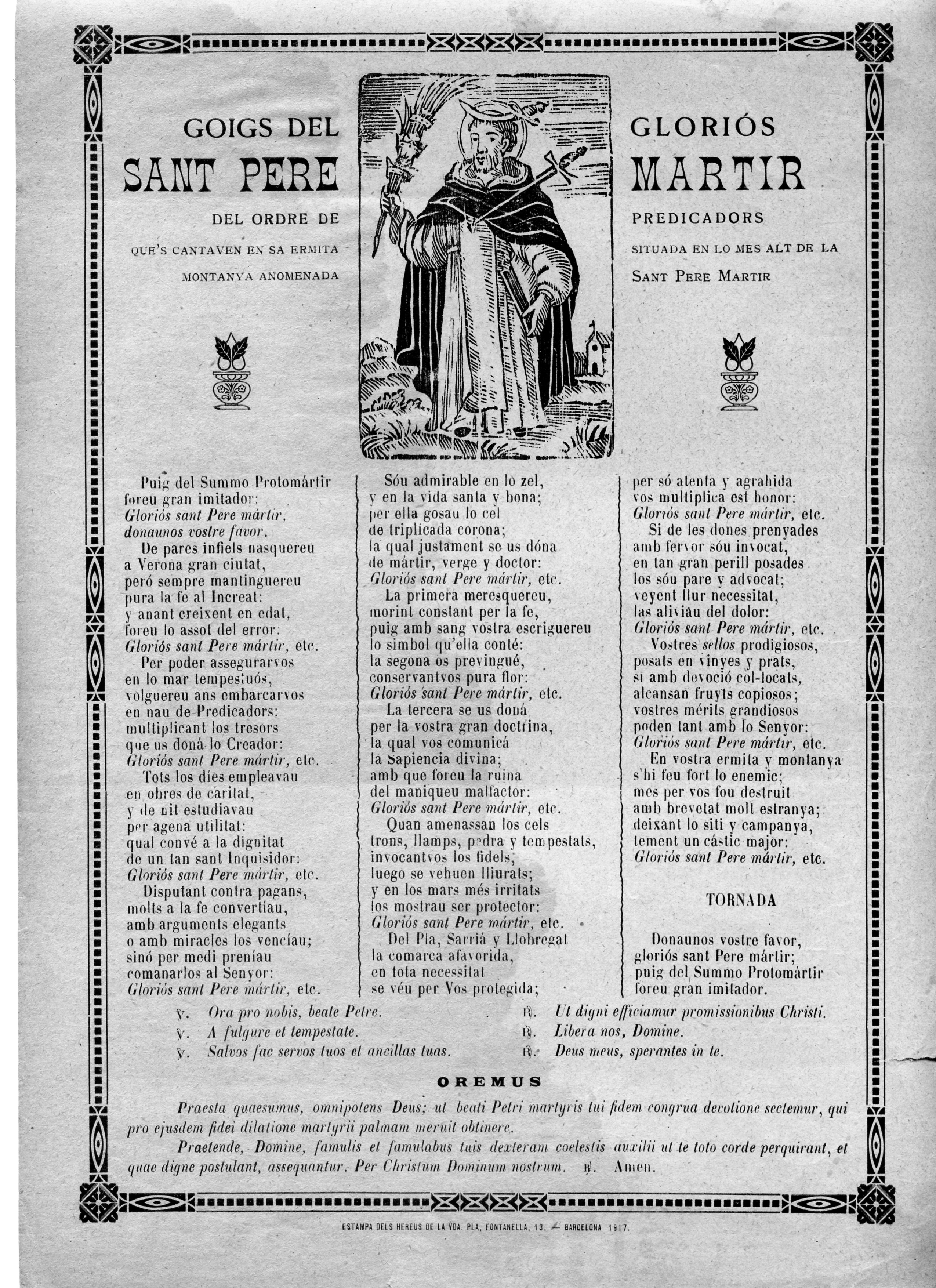
Goigs de San Pedro Mártir (1917)

Los goigs (del catalán; 'gozos') son composiciones poéticas de carácter popular, que se cantan a la Virgen María, a Cristo o a los santos. Se cantan colectivamente, en el marco de un acto religioso de cierto relevo, como por ejemplo una misa de fiesta mayor, un encuentro religioso, una procesión... Su finalidad consiste en dar gracias por los bienes recibidos, o bien como plegaria para pedir la salud física o espiritual de la comunidad.

## Otras acepciones
Por otro lado, la palabra goigs también designa el impreso en que estas poesías se imprimen. Existen, parece, desde el siglo XVI, pero los más antiguos que se conservan son del XVII. Son impresos sencillos, en hojas sueltas (de 30 por 20 cm, aproximadamente) y con una composición tipográfica mantenida con pocas variantes hasta hoy en día: una orla –formada con elementos tipográficos o dibujada– enmarca el título, el texto, la imagen de la advocación y la música, que no aparece impresa hasta el siglo XVIII.
Pertenecen a un tipo de literatura piadosa, abundantemente representada en España y en Cataluña. Son himnos populares por su destino, pero compuestos, mayoritariamente, por eclesiásticos, que se imprimen en una hoja aparte que lleva la imagen de la cabeza del santo evocado, o algún emblema piadoso. La biblioteca de Montpellier tiene en el fonfo Fons Vallat, varios miles de estas composiciones.

## Orígenes

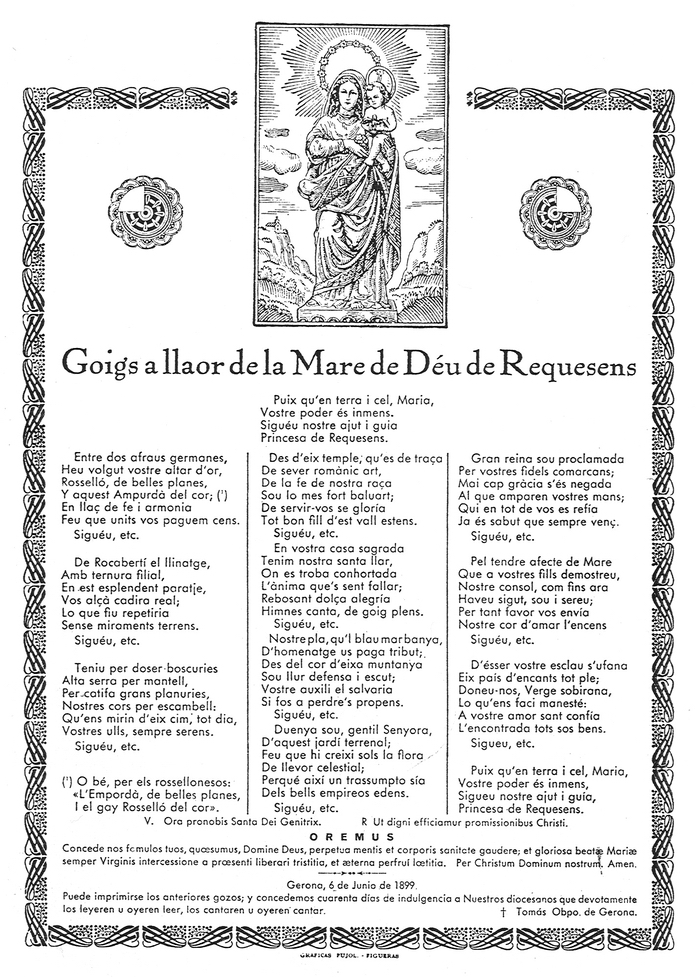
Goigs de la Virgen María de Requesens (1899)

La primera vez que se encuentra documentado este género, en cuanto al uso y el contenido, es en la Crónica de Ramon Muntaner (1325-1328), donde consta que toda la armada catalana canta los goigs de San Pedro para pedir lluvia la vigilia de contraatacar Gal·lípoli. En este mismo sentido, el primer texto conocido de goigs en catalán es la Ballada dels goyts de nostre dona en vulgar cathallan a ball redo (del catalán; 'Balada de los gozos de Nuestra Mujer en vulgar catalán en baile redondo'), conservados en el manuscrito del Libro rojo de Montserrat (de final del siglo XIV), y que pone en manifiesto la relación de los gozos con el baile dentro de las iglesias antes del concilio de Trento. Los gremios y cofradías –especialmente la de Roser– popularizan los gozos de sus patrones respectivos.
La cultura catalana es el marco donde este género ha nacido, y donde se ha desarrollado sin interrupción a lo largo de los siglos hasta nuestros días, siendo un testigo más de la pervivença y de la unidad de la lengua catalana. No hay capilla, parroquia o ermita que no disponga –o haya dispuesto hasta tiempos recientes– de gozos impresos propios, cantados el día de la fiesta.

## Coleccionismo y estudio
Este florecimiento de hojas de gozos ha dado pie, ya desde la Renaixença catalana, a su coleccionismo y a su estudio. Algunas bibliotecas poseen amplias colecciones de gozos. destacan la Biblioteca de Cataluña, la Biblioteca Pública Episcopal de Barcelona, la Biblioteca de Montserrat y el Archivo Histórico de la Ciutat de Barcelona.
A la vez, han surgido asociaciones de coleccionistas, que fomentan el conocimiento de los gozos y su popularización. Destaca entre estas entidades los Amics dels Goigs (del catalán;Amigos de los Gozos), fundada el 1922 por Mn. Francesc de P. Baldelló, que publica un boletín trimestral y cuenta también con una importante colección de gozos. También hay entidades de gogistes en Sabadell, Tarragona, Solsona, Vilanova i la Geltrú, Bagà y otros lugares.
El fenómeno de los gozos da pie a estudios en disciplinas diversas: la literatura y música populares, la antropología cultural, la historia de la imprenta...

## El contenido de los gozos

### Forma poética

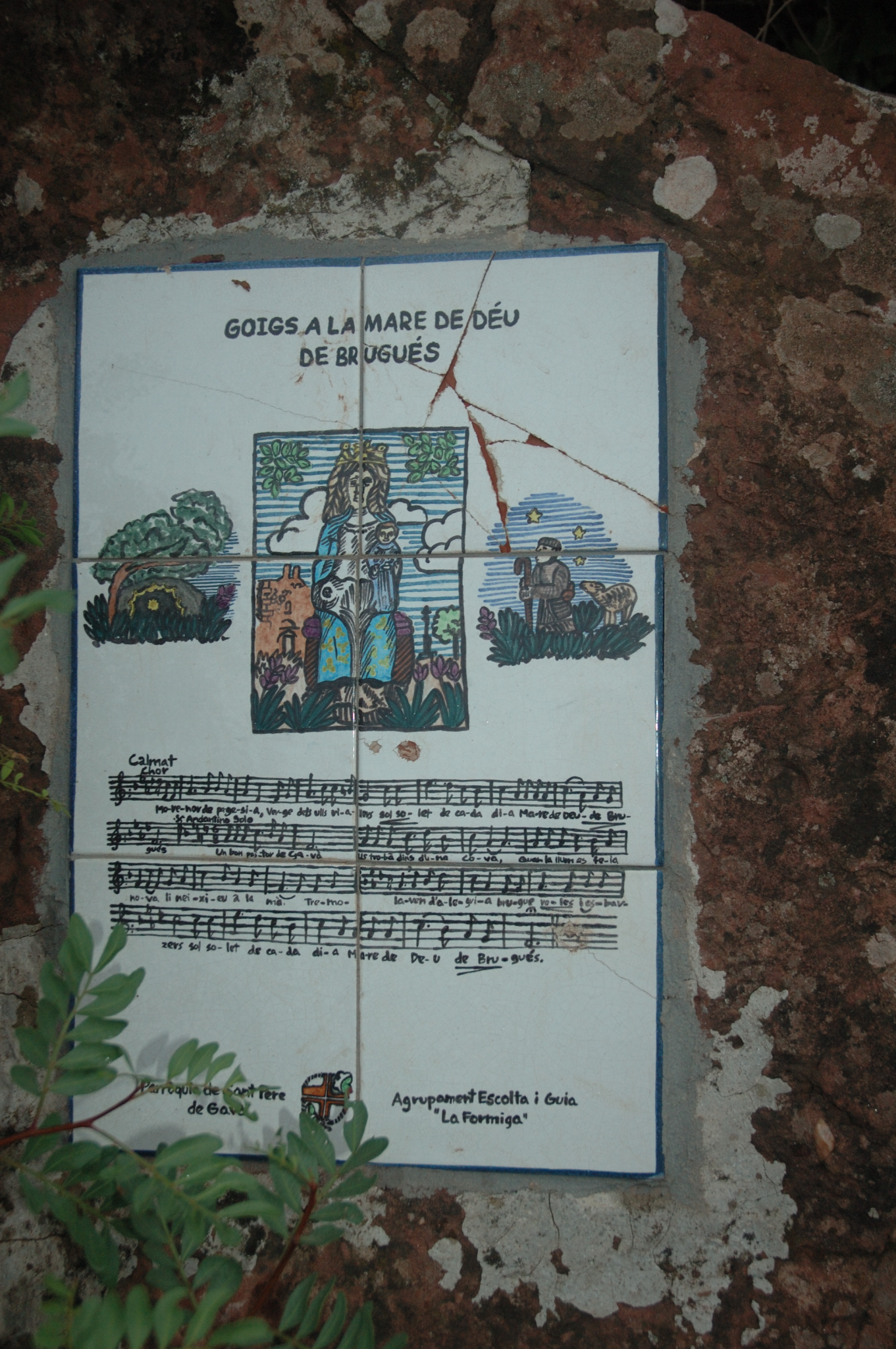
Cerámica de los gozos a la Virgen María de Bruguers

En su forma más habitual, los gozos se presentan en versos heptasílabos. La primera y última estrofa tienen cuatro versos e incluyen el estribillo (los dos últimos versos), que se va repitiendo al final de cada estrofa. El resto de estrofas (alrededor de seis u ocho) suelen tener seis versos. 
Esta forma poética de los gozos proviene de las canciones de danza de la poética trobadoresca: la danza y la balada, que en Cataluña era conocida como ball rodó (baile redondo). La danza repetía el estribillo a finales de cada estrofa, tal como lo hacen todavía hoy en día los gozos. Este estribillo se denomina rescobla o retronxa.
En cuanto al contenido poético, los gozos primitivos conmemoraban las siete alegrías o gozos más importantes que tuvo la Virgen María (la Anunciación, el Nacimiento de Cristo, la Adoración de los Reyes, la Resurrección, la Ascensión, la Venida del Espíritu Santo y la Asunción). Pero pronto se ensanchó la temática y también las advocacions a que se dedicaban: los santos y Cristo también son objeto de los gozos.
Los gozos dedicados a santos suelen describir la vida, el martirio y sus milagros, y piden la protección para una localidad o una profesión, o contra una dolencia concreta. Entre las advocacions con más popularidad hay San Roque y San Sebastián, contra la peste; Santa Lucía, por la vista, o San Blas por el dolor de garganta. En cuanto a las advocacions patronas de gremios o profesiones, San Eligio de los herreros y joyeros, San Isidro de los labradores, San Benito de los bibliotecarios...

### Letras, músicas e ilustraciones
La gran mayoría de gozos nos han llegado de manera anónima, y probablemente son obra de autores populares o poco relevantes. Pero también ha habido poetas de reputación que han cultivado este género: Francesc Vicent Garcia (el Rector de Vallfogona), Jacinto Verdaguer, Joan Maragall, Mn. Pere Ribot, Osvald Cardona... En Cataluña también ha habido mujeres que han participado de este género, como por ejemplo Clementina Arderiu.
Una cosa parecida ha pasado con la música: la mayoría es de origen popular, anónima. Y mucha se ha perdido, porque no se hacía constar en las hojas imprmidas. Por eso hay gozos diversos que se cantan con la misma música. Las melodías son sencillas, con pocos elementos, y acostumbran a tener un aire repetitivo pero ágil al mismo tiempo. Aun así, también ha habido músicos cultos que han creado bellas músicas de gozos: Mn. Francesc Baldelló, Joan Llongueras, Mn. Josep Maideu, Lluís Millet, Joan M. Aragonés...
Los motivos ornamentales característicos de los gozos son la imagen a la cual son destinados, y la orla que enmarca el texto. El boj o xilografía ha sido la manera tradicional de reproducir la imagen. Cuando la técnica lo ha permitido, también se ha usado la calcografía, la fotografía, el dibujo... Entre los artistas contemporáneos que han destecado en dar imágenes a los gozos podemos mencionar Enric C. Ricart, Josep Obiols, Antoni Gelabert, Antoni Ollé Pinell y Josep M. Subirachs.

## Influencias y acontecimientos exóticos
En Cerdeña hay canciones tradicionales como los "goigs", que al norte se llaman "gosos" (pareciéndose al castellano "gozos"), y al sur "goccius", "goggius" o "coggius" formas similares a la catalana. En algunos países de la zona de Nuoro se llaman cobla (en catalán).  Los textos están en sardo, sasserès, gal·lurès y alguerés.